# Binjamin Szachor
Binjamin Szachor (hebr.: בנימין שחור, ang.: Binyamin Shachor, Binyamin Shahor, ur. 1916 w Jerozolimie, zm. 26 listopada 1979) – izraelski polityk, w latach 1966–1969 wiceminister spraw religijnych, w latach 1959–1974 poseł do Knesetu z listy Narodowej Partii Religijnej.
W wyborach parlamentarnych w 1959 po raz pierwszy dostał się do izraelskiego parlamentu. W latach 1966–1969 zastępca ministra Zeracha Warhaftiga w Ministerstwie Spraw Religijnych. Zasiadał w Knesetach IV, V, VI i VII kadencji.
Został pochowany na cmentarzu Kirjat Sza’ul.